# کریک آن شانون
کریک آن شانون (به لاتین: Carrick-on-Shannon) یک منطقهٔ مسکونی در جمهوری ایرلند است که در شهرستان لیتریم واقع شده‌است. کریک آن شانون ۴٬۰۶۲ نفر جمعیت دارد و ۴۵ متر بالاتر از سطح دریا واقع شده‌است.

## خواهرخوانده
شهر Cesson-Sévigné خواهرخواندهٔ کریک آن شانون هست.